# Stefan Glonek
Stefan Glonek (ur. 1948, zm. 17 sierpnia 2013) – polski przedsiębiorca, hodowca bydła, współzałożyciel i wiceprezydent Polskiej Federacji Hodowców Bydła i Producentów Mleka, prezes Łódzkiego Związku Hodowców Bydła, wiceprzewodniczący Rady Nadzorczej Polskiej Federacji Sp. z o.o.
W 2011 r., odznaczony za wybitne zasługi dla polskiego rolnictwa przez prezydenta Bronisława Komorowskiego – Krzyżem Komandorskim Orderu Odrodzenia Polski.